# 華威河郡
華威河郡是1634年殖民地維吉尼亞八個郡的當中一個,位於維吉尼亞半島的詹姆斯河北岸,在漢普頓錨地和詹姆斯鎮之間。 在17 世紀期間八個郡的總人口為5,000。 華威河郡是採用了富有的瓦立克第二伯爵羅伯特的名字。1643 年華威河郡成為了華威縣。